# Peredur ab Evrawc
Pour les articles homonymes, voir Peredur (prénom).
Peredur ab Evrawc (Peredur, fils d'Evrawc) est un conte qui fait partie des Trois romances galloises (Y Tair Rhamant – les deux autres titres sont : Gereint ac Enid et Owein). C’est en partie l’équivalent du roman de chevalerie Perceval ou le Conte du Graal de Chrétien de Troyes, écrit vers 1181. Les trois contes sont contenus dans le Livre Blanc de Rhydderch et dans le Livre Rouge de Hergest, deux manuscrits du XIVe siècle.

## Contexte
Depuis leur traduction en anglais par Lady Guest au XIXe siècle, ils sont généralement associés aux Mabinogion.
Dans ce récit, Peredur est le plus jeune des sept fils d'Evrawc, un comte du nord du Pays de Galles. Il convient de ne pas confondre ce personnage avec le Peredur, roi de Bretagne dans l'Historia Regum Britanniae de Geoffroy de Monmouth.

## Étymologie
Le nom Peredur provient d'un emprunt latin, le nom d'agent *parator, « (celui) qui veille à, qui met en ordre, qui restaure ».

## Source
- (en) Peter Bartrum, A Welsh classical dictionary: people in history and legend up to about A.D. 1000, Aberystwyth, National Library of Wales, 1993, p. 616-18  PEREDUR PALADR HIR, PEREDUR ab EFROG. (Legendary).